# Імпульс (Кам'янець-Подільський)
Футбольний клуб «Імпульс» — український футбольний клуб з міста Кам'янця-Подільського Хмельницької області.
Створено в червні 1963 на приладобудівному заводі під назвою «Приладобудівник». 1972 перейменовано на «Імпульс». 1990 зареєстровано як футбольний клуб «Імпульс».

## Усі сезони в незалежній Україні
| Сезон   | Чемпіонат | Чемпіонат | Чемпіонат | Чемпіонат | Чемпіонат | Чемпіонат | Чемпіонат | Чемпіонат | Кубок        | Кубок | Кубок | Кубок | Кубок | Кубок | Кубок | Примітка |
| Сезон   | Ліга      | Місце     | І         | В         | Н         | П         | М         | О         | Етап         | І     | В     | Н     | П     | М     | О     | Примітка |
| ------- | --------- | --------- | --------- | --------- | --------- | --------- | --------- | --------- | ------------ | ----- | ----- | ----- | ----- | ----- | ----- | -------- |
| 1995/96 | —         | —         | —         | —         | —         | —         | —         | —         | 1/128 фіналу | 1     | 0     | 0     | 1     | 0−1   | 0     |          |
| Всього  | —         | —         | —         | —         | —         | —         | —         | —         | >1 сезон     | 1     | 0     | 0     | 1     | 0−1   | 0     |          |

## Досягнення
- Чемпіон Хмельницької області: 1995
- Володар Кубка області: 1994, 1995